# Silva Exel Škerlak
Silva Exel Škerlak, slovenska ekonomistka in pedagoginja, * 22. september 1906, Vojnik, † 13. oktober 1987, Halifax, Nova Škotska, Kanada.
Silva se je rodila materi Josipini in očetu Felixu. Mati je bila učiteljica, oče pa nadučitelj. Imela je težko otroštvo, saj je mati po tem, ko je zanosila, izgubila službo in je družina živela samo od očetove plače. Po osnovni šoli se je vpisala v gimnazijo v Celje. Po končani gimnaziji je vpisala študij francoščine in se kmalu odpravila na izpopolnjevanje jezika v Pariz, kjer je zbolela za tuberkulozo.
Po vrnitvi je postala mdr. tajnica Jugoslovanske ženske zveze za Dravsko banovino, zaposlila pri Socialno ekonomskem inštitutu v Ljubljani in obenem študirala pravo na PF v Ljubljani, kjer je 1941 diplomirala in 1942 še promovirala.
Med drugo svetovno vojno jo je zaradi suma sodelovanja s partizani aretiral Gestapo. Med prestajanjem zaporne kazni je rodila, zaradi česar so jo kasneje izpustili.
Po vojni se je posvetila empiričnemu proučevanju notranje trgovine in postala profesorica, najprej na sarajevski in po letu 1961 na ljubljanski Ekonomski fakulteti. Upokojila se je leta 1973.